# Rouxinol-do-mato-estriado
Rouxinol-de-dorso-ruivo ou rouxinol-do-mato-estriado (Cercotrichas leucophrys) é uma espécie de ave da família Muscicapidae.
Pode ser encontrada nos seguintes países: Angola, Botswana, Burundi, República do Congo, República Democrática do Congo, Djibouti, Etiópia, Gabão, Quénia, Malawi, Moçambique, Namíbia, Ruanda, Somália, África do Sul, Sudão, Essuatíni, Tanzânia, Uganda, Zâmbia e Zimbabwe.
Os seus habitats naturais são: florestas secas tropicais ou subtropicais e savanas áridas.